# Султангазін Умірзак Махмутович
Умірзак Махмутович Султангазін (каз. Өмірзақ Махмұтұлы Сұлтанғазин; нар. 4 жовтня 1936, Караоба, Урицький район, Кустанайська область — 23 травня 2005, Берлін, Німеччина) — казахський математик, фахівець в галузі чисельних методів розв'язання задач математичної фізики, доктор фізико-математичних наук (1972), професор (1974), академік (1983), президент Національної академії наук Республіки Казахстан. Народний депутат СРСР (1989—1991). Член ЦК КПРС у 1990—1991 роках.

## Життєпис
Народився в селищі Караоба Урицького району Кустанайської області.
У 1958 році закінчив Казахський державний університет, після чого продовжив там працювати до 1978 року на посадах асистента (в 1958—1961 роках), старшого викладача, доцента, завідувача кафедри обчислювальної математики. Член КПРС з 1968 року.
У 1966 році захистив кандидатську дисертацію в Інституті математики Сибірського відділення Академії наук СРСР на тему «Метод розщеплення для кінетичного рівняння переносу». У 1972 році там же захистив докторську дисертацію. Спільно з Г. І. Марчуком обґрунтував застосування методу розщеплення для рівнянь переносу випромінювання і довів його збіжність в цьому випадку.
У 1978—1988 роках — директор Інституту математики і механіки Академії наук Казахської РСР.
Одночасно в 1985—1986 роках — академік-секретар відділення фізико-математичних наук Академії наук Казахської РСР. У 1986—1988 роках — віцепрезидент Академії наук Казахської РСР.
10 березня 1988 — 2 лютого 1994 року — президент Академії наук Казахської РСР (Казахстану).
З 1991 до 2005 — директор Інституту космічних досліджень Міністерства освіти і науки Республіки Казахстан. 23 вересня 1993 року вибраний віцепрезидентом Міжнародної Асоціації Академій Наук.
У 1996—1998 роках — перший заступник міністра освіти і науки Республіки Казахстан.
Помер 23 травня 2005 року після важкої хвороби в лікувальній клініці Берліна.

## Наукова і педагогічна діяльність
Наукові роботи присвячені дослідженням в області диференціальних рівнянь, математичної фізики, обчислювальної математики, застосування численних методів у вивченні кінетичної теорії переносу, математичного моделювання екологічних систем, створення системи космічного моніторингу навколишнього середовища, проблем ядерної безпеки.
Читав лекції у Карловому університеті (Чехословаччина), Паризькому університеті, Кіотському університеті (Японія), Міжнародній математичній школі ім. Банаха (Польща), проводив наукові дослідження в Стенфордському та Мерілендському університетах (США).
Під керівництвом Умірзака Султангазіна і за його участі створені три регіональні відділення Академії наук у Шимкенті, Усть-Каменогорську, Атирау, організовані інститути прикладної математики, механіки та машинознавства, інформатики та управління, фізико-технічний, космічних досліджень, археології та ін., а також ряд наукових центрів. За його ініціативи організовано та оснащено новітньою технікою Центр прийому і обробки космічної інформації в Казахстані при Інституті космічних досліджень НАН РК. Умірзак Султангазін встановив наукові зв'язки й контакти з провідними іноземними космічними агентствами НАСА (США), CNES (Франція).
Підготував низку фахівців з обчислювальної та прикладної математики. Під його керівництвом підготовлено 5 докторів і 30 кандидатів наук.
Підготував і прочитав нові загальні і спеціальні університетські курси із сучасних напрямків математики, таких як методи оптимізації, методи обчислень, обчислювальні методи математичної фізики та інші.
Автор понад 300 наукових праць, з них 6 монографій.
Брав участь у підготовці наукової програми польоту першого казахського космонавта Тохтара Аубакірова. Керував підготовкою програми польоту Талгата Мусабаєва.

## Громадська і політична діяльність
У 1989—1991 — народний депутат СРСР.
У 1990—1991 роках був членом ЦК КПРС.
Був членом постійної комісії Верховної Ради Республіки Казахстан з питань науки і народної освіти, головою Казахського республіканського фонду миру, членом Ради президентів академій наук СНД.

## Нагороди і визнання
У 1987 році за цикл робіт з теорії переносу удостоєний Державної премії СРСР.
Нагороджений орденом Леніна (1991), орденом Трудового Червоного Прапора (1987), двома Почесними грамотами Президії Верховної Ради Казахської РСР (1982, 1986), медаллю ім. С. П. Корольова (1986), медаллю ім. П. Л. Капіци (1996), великою бронзовою медаллю Міжнародної Асоціації учасників космічних польотів (2001), Почесною грамотою Російської Академії космонавтики ім. К. Е. Ціолковського (2002). Удостоєний Премії «Тарлан-2002». Лауреат премії АН СРСР і Чехословацької академії наук (1989). Кавалер ордена Благородства (2004).
У 2019 пам'ятник академіку Умірзаку Султангазіну відкрили в Костанаї.
Ім'я Умірзака Султангазіна носять Інститут космічних досліджень Республіки Казахстан та Костанайський державний педагогічний університет.